# シャングリラ (MUCCのアルバム)
『シャングリラ』は、MUCCの11枚目のアルバム。2012年11月28日発売。発売元はソニー・ミュージックアソシエイテッドレコーズ。

## 概要
- 完全限定生産盤、初回限定盤、通常盤の3タイプが発売。完全限定生産盤、初回限定盤はLive CD付で、さらに完全限定生産盤にはフォトブック付。
- アルバムタイトルにちなみ、大阪のライブハウス梅田シャングリラにて先行試聴会が行われた。
- 14〜68トラック目まで無音が続き、69トラック目にシークレットトラック「MAD YACK」が収録されている。また、本作をiTunesなどのプレーヤーで読み込むと14〜68トラックのタイトルにメッセージが表示される。CD全体の演奏時間は69分15秒となっており、「ムック15周年記念」というメッセージが込められている。

## 収録曲

### 全仕様共通
1. Mr.Liar (4:15)
（作詞・作曲・編曲:ミヤ）
  - 達郎とミヤのツインボーカルパートがある曲。2017年発売の『殺シノ調べII This is NOT Greatest Hits』にて再録されている。
2. G.G. (4:25)
（作詞：逹瑯/作曲・編曲:ミヤ）
  - 映画『ウーマン・イン・ブラック 亡霊の館』テーマソング。「G.G.」とは「ゴシック・ガール」の略である。
3. アルカディア featuring DAISHI DANCE (4:51)
（作詞・作曲：ミヤ/編曲:ミヤ、DAISHI DANCE）
  - 21stシングル表題曲。前曲の「G.G.」とリズム、テンポが全く同じに作られている。
4. ニルヴァーナ-Shangri-la Edit- (4:00)
（作詞・作曲:ミヤ/編曲:ミヤ、田中義人）
  - 22ndシングル表題曲。TBS系列アニメ『妖狐×僕SS』オープニングテーマ。シングル版よりもイントロが長めに収録されており、こちらが先に制作されたオリジナル版になる。
5. ハニー (3:29)
（作詞・作曲・編曲:ミヤ）
6. 終着の鐘 (3:23)
（作詞:逹瑯、ミヤ/作曲:逹瑯、ミヤ、YUKKE/編曲:ミヤ）
  - アルバム『極彩』期には既に原曲ができていたナンバー。
7. ピュアブラック (3:39)
（作詞:逹瑯/作曲:YUKKE/編曲:ミヤ）
  - 23rdシングル「MOTHER」のカップリング曲「ネガティブダンサー」に通じる世界観をもった曲。YUKKEが初めて一から自分で作曲したナンバー。
8. 狂乱狂唱〜21st Century Baby〜 (3:23)
（作詞・作曲:逹瑯/編曲:ミヤ）
9. Marry You (4:07)
（作詞・作曲:逹瑯/編曲:ミヤ）
10. 夜空のクレパス (4:07)
（作詞:逹瑯/作曲・編曲:ミヤ）
11. You & I (4:15)
（作詞・編曲:ミヤ/作曲:SATOち、ミヤ）
12. MOTHER (3:55)
（作詞・作曲・編曲:ミヤ）
  - 23rdシングル表題曲。テレビ東京系アニメ『NARUTO -ナルト- 疾風伝』エンディングテーマ。
13. シャングリラ (6:28)
（作詞・作曲・編曲:ミヤ）
14. MAD YACK (4:19)
（作詞・作曲・編曲:ミヤ）
  - 2017年発売の『殺シノ調べII This is NOT Greatest Hits』にて再録されている。歌詞は長らく不明だったが、再録の際に公開された。

### DISC 02 （初回生産限定盤）
-MUCC 15th Anniversary year Live(s)- 「97-12」2012.09.13 仙台Rensa
1. 黒煙
2. FUZZ-Thunder Groove Ver.-
3. 月光
4. 燈映
5. 娼婦
6. 心色
7. 暁闇
8. 家路
9. 流星
10. 優しい歌

### DISC 02 （豪華盤（完全生産限定盤））
-MUCC 15th Anniversary year Live(s)- 「97-12」2012.09.16 Zepp Nagoya
1. 梟の揺り篭
2. アンジャベル
3. 絶望
4. 幻燈讃歌
5. 友達（カレ）が死んだ日
6. 4月のレンゲ草
7. 25時の憂鬱
8. 月の夜
9. 雨のオーケストラ
10. 狂った果実（笑）

## カバー
Mr.Liar
- ヒステリックパニック - 2017年11月22日発売の『TRIBUTE OF MUCC -縁[en]-』に収録。

ニルヴァーナ
- GRANRODEO - 2017年11月22日発売の『TRIBUTE OF MUCC -縁[en]-』に収録。
- Fantôme Iris - 2020年9月24日のSound Only Live『Fantôme Iris S-SOL -histoire des vampires-』にて発表。2021年11月17日発売の 『ARGONAVIS Cover Collection -Mix-』に収録。

ハニー
- BAND-MAID - 2017年11月22日発売の『TRIBUTE OF MUCC -縁[en]-』に収録。